# Geostatistică
Geostatistica este o ramură a statisticii care se concentrează pe seturi de date spațiale sau spațiotemporale. Dezvoltat inițial pentru a prezice distribuțiile de probabilitate a gradelor de minereu pentru operațiunile de minierit,este aplicat în prezent în diverse discipline, inclusiv geologia petrolului, hidrogeologia, hidrologie, meteorologie, oceanografie, geochimie, geometalurgie, geografie, silvicultură, controlul mediului, ecologia peisajului, pedologie și agricultură (în special în agricultura de precizie). Geostatistica este aplicată în diverse ramuri ale geografiei, în special cele care implică răspândirea bolilor (epidemiologie), practica comerțului și planificarea militară (logistică) și dezvoltarea rețelelor spațiale eficiente. Algoritmii geostatistici sunt încorporați în multe locuri, inclusiv sistemele de informații geografice (GIS).